# Tortula modica

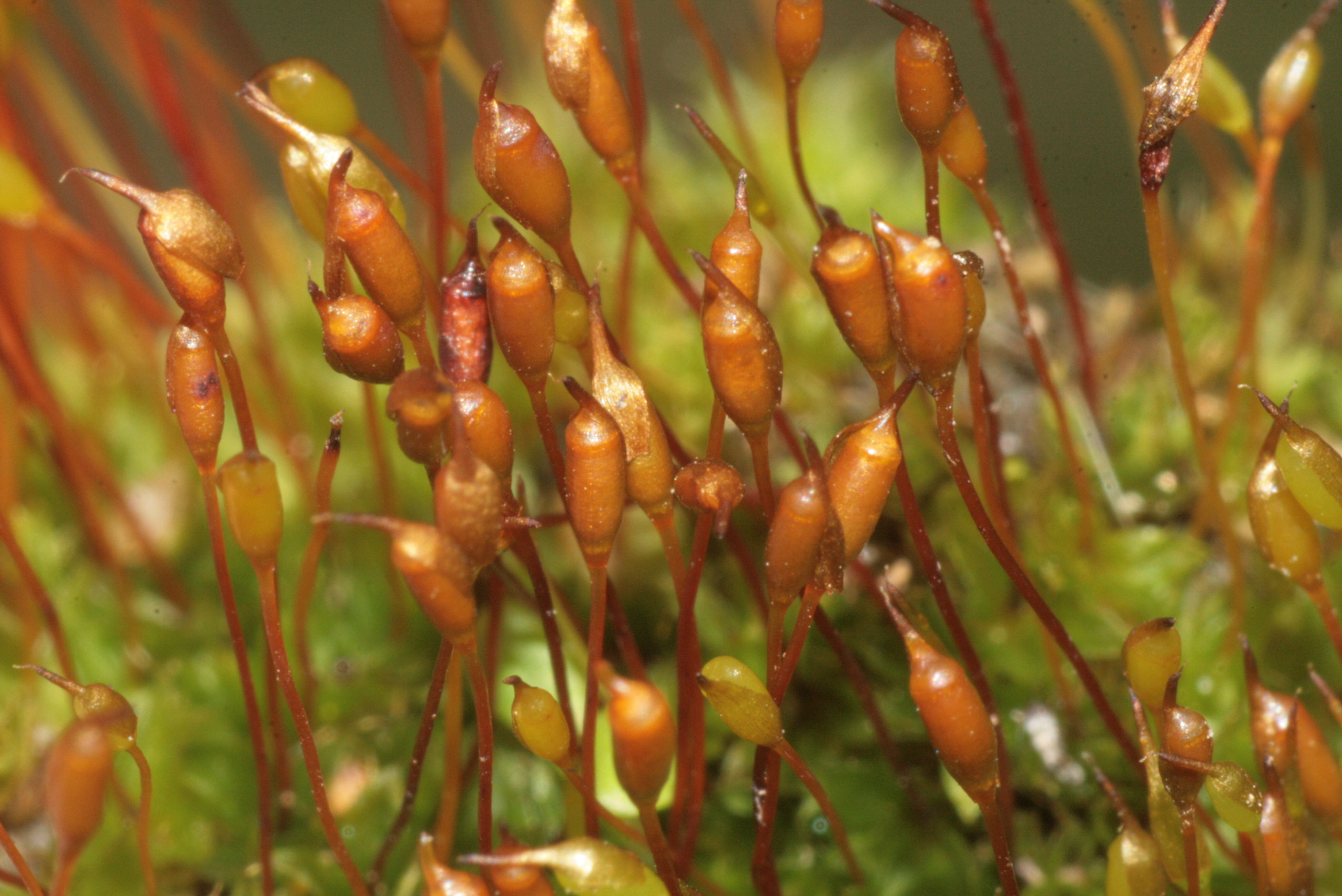
Sporenkapseln

Tortula modica (Pottia intermedia (Turner) Fürnr.) ist eine Laubmoos-Art aus der Familie Pottiaceae. 

## Merkmale
Das Moos wächst oft herdenweise und bildet niedere, lockere Rasen. Die einfachen oder geteilten Stämmchen sind weniger als ein Zentimeter hoch. Die aufrecht abstehenden Blätter sind an der Stämmchenspitze etwas größer als die unteren, eiförmig lanzettlich bis spatelförmig und rasch in die kurze Spitze verschmälert. Trocken sind die Blätter verbogen und gedreht. Die Blattränder sind flach oder (meist) zurückgebogen, die Rippe tritt als kurze oder lange gelbgrüne Stachelspitze aus. Die Laminazellen im oberen Teil des Blattes sind glatt bis schwach papillös, rundlich quadratisch bis hexagonal, etwa 12 bis 25 Mikrometer breit und haben kaum verdickte Zellwände.
Die Art bildet fast immer reichlich Sporenkapseln aus, diese sind auf der etwa 4 bis 10 Millimeter langen Seta deutlich über die Blätter emporgehoben und länglich eiförmig bis kurz zylindrisch. Die entdeckelte Kapsel ist an der Mündung nicht erweitert. Peristomzähne fehlen oder sind nur rudimentär vorhanden, der Kapseldeckel ist schief geschnäbelt, die Kalyptra ist glatt, Sporen sind fein papillös und 20 bis 34 Mikrometer groß. Sporenreifezeit ist vom Herbst bis zum Frühjahr.

## Standortansprüche und Verbreitung
Tortula modica ist ein Pioniermoos auf offener Erde in meist sonnigen Lagen. Der Boden kann schwach sauer, neutral bis basisch sein, vor allem tonig, lehmig oder sandig bis mit Schotter durchsetzt. Oft werden kalkhaltige Böden bevorzugt. Häufig wächst die Art auf Äckern, in Weingärten oder Gärten, an Wegrändern oder auf Ruderalflächen, auch auf erdbedeckten Mauern.
In Europa ist das Moos vor allem in der temperaten Zone in tieferliegenden Gebieten weit verbreitet, gebietsweise häufig. Weiters gibt es Vorkommen in Asien, Nord- und Mittelamerika, in Nordafrika und in Australien.